# Gianpiero Contestabile
Gianpiero Contestabile (Avezzano, 27 aprile 1981) è un pugile italiano.

## Biografia

### Carriera dilettantistica

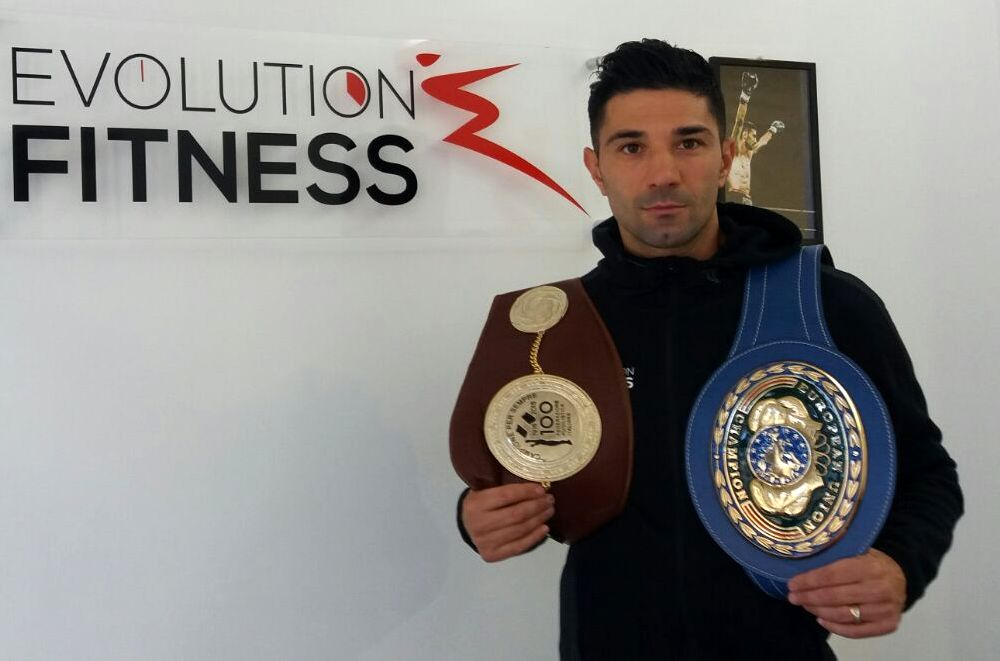
Gianpiero Contestabile

Nato il 27 aprile 1981 ad Avezzano in Abruzzo Gianpiero Contestabile ha iniziato la carriera pugilistica nel 1993 disputando oltre 80 incontri da dilettante e vincendo tre titoli italiani universitari, la medaglia d'argento ai campionati di seconda serie, la medaglia di bronzo ai campionati assoluti a Rovigo nel 2005 e classificandosi quinto ai campionati mondiali dilettanti disputati ad Antalya in Turchia.
All'inizio del 2006 ha vestito la maglia azzurra nei dilettanti più volte. È stato convocato nel ritiro con la nazionale italiana di categoria a Santa Maria degli Angeli presso il centro federale della FPI sotto la visione dei tecnici, gli olimpionici Francesco Damiani e Maurizio Stecca.

### Carriera da professionista
Ha debuttato come pugile professionista il 21 luglio del 2006. Nella sua carriera ha vinto diciassette incontri (tra cui cinque per k.o. e due per ko tecnico) e subito due sconfitte.
Ha conquistato il titolo di campione italiano nei pesi piuma (57,15 kg) il 30 maggio 2008 battendo il campione in carica David Chianella per ko tecnico al secondo round. Nel 2009 venne sconfitto da Massimo Morra per ko tecnico al nono round perdendo così il titolo italiano. 
Nello stesso anno ha firmato un contratto con la Ricky Boy Productions ed è stato allenato dal coach Al Bonanni braccio destro di Don King disputando un incontro internazionale nel Horseshoe Casino Hammond in Indiana.
Dopo due anni, il 17 giugno 2011, si è laureato campione dell'Unione europea nei pesi piuma battendo il catalano Francisco Urena. La vittoria del pugile dell'Asd boxe Avezzano del presidente Luigi Marino è arrivata ai punti con verdetto unanime.
Oltre a Gianpiero Contestabile, due sono stati gli atleti abruzzesi ad aver vinto il titolo dell'Unione europea: Domenico Urbano per i pesi piuma, Lorenzo Di Giacomo per i pesi medi.

### Impegno nel sociale
Nel 2011 ha partecipato alla campagna antidroga intitolata Un pugno alla droga, mettila KO alla prima tentazione.

## Palmarès

### Titoli italiani
- Campione italiano dei pesi piuma professionisti nel 2008
- Campione italiano universitario nei pesi piuma nel 2003
- Campione italiano universitario nei pesi piuma nel 2004
- Campione italiano universitario nei pesi leggeri nel 2005

### Titoli europei
- Campione dell'Unione Europea dei pesi piuma

## Riconoscimenti
Nel 2008 è stato eletto sportivo abruzzese dell'anno a seguito di un sondaggio promosso dal quotidiano Il Tempo.
L'11 giugno 2009 è stato premiato a Ripa Teatina come miglior pugile abruzzese con la medaglia d'oro intitolata al campione statunitense di origine italiana Rocky Marciano.
Il 22 settembre 2010 ha ricevuto la medaglia di bronzo al valore atletico erogata dal CONI.
Nel 2016 ha ricevuto la cintura del centenario dalla FPI comitato Abruzzo-Molise insieme ad altri dodici campioni abruzzesi degli ultimi cento anni.